# Creagrutus amoenus
Creagrutus amoenus es una especie de pez de la familia Characidae en el orden de los Characiformes.

## Morfología
Los machos pueden llegar alcanzar los 9,1 cm de longitud total.
- Número de  vértebras: 36-39.[1]

## Hábitat
Vive en zonas de clima tropical.

## Distribución geográfica
Se encuentran en Sudamérica: ríos de los Andes de Colombia y  Ecuador.